# John Landis
John David Landis (Chicago, 3 de agosto de 1950) es un director, guionista, actor y productor de cine estadounidense. Es principalmente conocido por sus comedias y sus vídeos musicales para el cantante Michael Jackson. También ha hecho varias películas de terror, incluyendo la adaptación fílmica de The Twilight Zone, por la que después enfrentó un juicio por homicidio involuntario por la muerte de 3 actores.Su hijo, Max Landis, es también director de cine.

## Biografía

### Primeros años
John Landis nació en Chicago, hijo de Shirley Levine y Marshall David Landis, decorador de interiores. Con cuatro años se mudó con su familia a Los Ángeles.

### Carrera cinematográfica
Su carrera cinematográfica empezó cuando era un adolescente, trabajando como chico de los recados en 20th Century Fox. Su trabajo más notable por aquella época tuvo lugar en 1969, cuando sustituyó al asistente de director durante la grabación de Los violentos de Kelly en Yugoslavia. Mientras se filmaba conoció a los actores Don Rickles y Donald Sutherland, que participarían luego en sus propias películas. Después de esto, Landis trabajó en varias películas europeas, como "El Cóndor" o "Once Upon A Time In The West".
En 1971, con 21 años, regresa a los Estados Unidos y hace su debut con "Schlock: El monstruo de las Bananas". Tanto esta como su siguiente película fueron de bajo presupuesto y repercusión. Esta fue "The Kentucky Fried Movie: Made in USA" (1977), con guion de David Zucker, Jim Abrahams y Jerry Zucker, trío de cineastas cómicos famosos por Airplane!, Top Secret! o The Naked Gun: From the Files of Police Squad!, que debutaban junto a Landis en la gran pantalla. 
Sin embargo, con "Desmadre a la americana" consiguió gran éxito, permitiéndole hacer películas de más alto presupuesto, como el clásico de culto "The Blues Brothers", superproducción musical a la que siguió en 1981 "An american werewolf in London" ("Un hombre lobo americano en Londres"), una de las películas de terror con mejores efectos especiales de ese año y convertida ya en un clásico de este género.
Gracias al impacto de su última película, fue llamado por Michael Jackson para dirigir el notable vídeo musical "Thriller", que tuvo un coste de dos millones de dólares (el más alto de la historia hasta ese momento) y que rompió el perfil habitual del videoclip vigente hasta entonces. El éxito mundial de este corto musical contribuyó decisivamente a que el álbum de Jackson se convirtiese en el más vendido de la historia. En la década siguiente, repetiría colaboración con el cantante: el vídeo musical de la canción "Black or White" (1991).
Posteriormente, realizaría comedias, siendo "Spies like us" la de mayor éxito. Otras comedias fueron "Un Príncipe en Nueva York", "Un Detective Suelto en Hollywood III" y la secuela  de Blues Brothers; "Blues Brothers 2000".

### El accidente deTwilight Zone: The Movie
En la madrugada del viernes 23 de julio de 1982, durante la filmación de Twilight Zone: The Movie el actor Vic Morrow y los dos niños extras Myca Dinh Le (6 años) y Renee Shin-Yi Chen (7 años) murieron en un accidente cuando un helicóptero en la escena perdió el control. Las aspas de la aeronave decapitaron a Morrow y a uno de los niños. El otro murió al ser aplastado por la máquina.Landis y diferentes miembros de la película fueron imputados en un juicio donde se los acusó de ubicar unos explosivos pirotécnicos demasiado cerca de los actores y del helicóptero. Finalmente, nadie fue penalmente responsable por la muerte de los tres actores.

## Filmografía

### Como director
- El monstruo de las Bananas (Schlock, The Banana Monster) (1973)
- Made in USA (The Kentucky Fried Movie) (1977)
- Animal house (Animal house) (1978)
- The Blues Brothers (The Blues Brothers) (1980)
- Un hombre lobo americano en Londres (An american werewolf in London) (1981)
- Entre pillos anda el juego/De mendigo a millonario (Trading places) (1983)
- La dimensión desconocida: La película (Twilight zone: The movie) (1983)
- Espías como nosotros/Misión recontraespionaje (Spies like us) (1985)
- Cuando llega la noche/Fuga al amanecer (Into the night) (1985)
- Tres amigos (Three amigos) (1986)
- Mujeres Amazonas en la Luna (Amazon Women on the Moon) 1987 ‧ Ciencia ficción/Comedia ‧ 1h 25m
- Un Príncipe en Nueva York (Coming to America) (1988)
- Oscar (1991)
- Innocent Blood (1992)
- Superdetective en Hollywood III (Beverly Hills Cop III) (1994)
- La familia Stupid (The Stupids) (1996)
- Blues Brothers 2000 (1998).
- El plan de Susan (1998)
- Masters of Horror: Salvaje instinto animal (2005)
- Masters of Horror: Family  (2006)
- Burke y Hare (2010)

### Como actor
- Los Muppets conquistan Manhattan (Muppets take Manhattan) (1984). De Frank Oz.
- Cuando llega la noche (Into the night) (1985) De John Landis.
- Psicosis IV: El comienzo (Psycho IV: The Beginning) (1990). De Mick Garris.
- Sonámbulos (Sleepwalkers) (1992). De Mick Garris.
- Apocalipsis (película) (The Stand) (1994). De Mick Garris.
- Mad City (1997). De Costa Gavras.
- Quicksilver Highway (1997). De Mick Garris.
- Diamonds (1999). De John Mallory Asher.
- Spiderman 2 (Spider Man 2) (2004). De Sam Raimi.
- Torrente 3: El protector (2005). De Santiago Segura.

### Como productor
- La dimensión desconocida: La película (Twilight zone: The movie) (1983). De Steven Spielberg.
- Blues Brothers 2000 (1998). De John Landis.
- El plan de Susan (1998). De John Landis.

### Como guionista
- The Blues Brothers (The Blues Brothers) (1980). De John Landis.
- Un Hombre Lobo Americano En Londres (An American Werewolf in London) (1981). De John Landis.
- La Dimensión Desconocida: La Película (Twilight Zone: The Movie) (1983). De Steven Spielberg.
- El Juego De La Sospecha (Clue) (1985). De Jonathan Lynn
- Un Hombre Lobo Americano En París (An American Werewolf In Paris) (1997). De Anthony Waller.
- Blues Brothers 2000 (1998). De John Landis.
- El Plan De Susan (Susan’s Plan) (1998). De John Landis.

### Vídeos musicales
Para Paul McCartney:
- Spies Like Us (1986)

Para B.B. King:
- My Lucille
- Into the Night
- In the Midnight Hour

Para JibJab:
- Shawshank in a Minute

Para Michael Jackson:
- Thriller (1983)
- Black or White (1991)